# نوک‌بزرگ پشت‌سیاه
نوک‌بزرگ پشت‌سیاه (نام علمی: Peucticus aureoventris) پرنده‌ای از تیرهٔ کاردینالان یا نوک‌بزرگ‌های کاردینال است که در آرژانتین، برزیل، بولیوی، کلمبیا، اکوادور، پاراگوئه، پرو و ونزوئلا یافت می‌شود. آنها اغلب به عنوان پرندگان قفسی نگهداری می‌شوند.